# Busbevarelsesgruppen Danmark
Busbevarelsesgruppen Danmark er en forening, der bevarer danske busser. Foreningen havde i begyndelsen af august 2015 i alt 12 busser af årgang 1983-1991, bygget af DAB i Silkeborg og Aabenraa Karrosseri. En stor del af busserne er på Volvo-chassis. Foreningen har lejet plads til busserne i Alsted ved Ringsted.

## Historie
Gruppen begyndte at bevare busser i november 2003, hvor en række privatpersoner gik sammen om at overtage to busser fra Bushistorisk Selskab, der ikke længere ønskede at bevare dem. Deltagerne stod selv for økonomien og det praktiske arbejde. I løbet af 2004 begyndte gruppen at anvende navnet "Busbevarelsesgruppen Danmark". De oprindeligt overtagne busser var i en stand, så de senere måtte opgives, men siden 2005 er der i stedet opbygget en samling af busser i køreklar stand.
Busserne var i de første år placeret periodevis indendørs og udendørs i Ishøj, Frederikssund og Roskilde. I november 2007 kunne indendørs opbevaring på Knardrupgård i Knardrup vest for Ballerup tages i brug, men senere flyttedes samlingen til lejede garager på Sjælsmark Kaserne. Efter nogle år i Nordsjælland flyttedes busserne nok engang: først til Tune og senere til Alsted.
Busbevarelsesgruppen Danmark blev først formelt en forening på en stiftende generalforsamling 22. november 2008. Samme dato stiftedes en støtteforening for de personer, der måtte ønske at hjælpe med at bevare busserne på en mere uforpligtende måde, men støtteforeningen er siden opløst igen.
I efteråret 2010 indgik foreningen en aftale med Sporvejsmuseet Skjoldenæsholm om en overdragelse af 8 af foreningens på det tidspunkt 15 busser. De 8 busser var alle fra de byer i Danmark, der har haft sporvogne, nemlig København, Odense og Århus. Busserne blev overdraget 26. marts 2011, og Busbevarelsesgruppen koncentrerede sig herefter om busser fra andre dele af landet. I 2017 overgik resten af samlingen til Danmarks Busmuseum i Skælskør med undtagelse af en enkelt bus, der blev bevaret i privat regi.

## Vognpark
Foreningens vognpark bestod primo august 2015 af følgende busser:
| Identitet                            | Type                | Årgang |
| ------------------------------------ | ------------------- | ------ |
| Aalborg Omnibus Selskab 245          | Volvo B10R/Aabenraa | 1983   |
| Combus 8227                          | Volvo B10M/Aabenraa | 1986   |
| Rutebilselskabet Haderslev KU 90 976 | Leyland-DAB 9-948L  | 1986   |
| DSB 098                              | Volvo B10M/DAB      | 1987   |
| Tylstrup Busser 129                  | Leyland-DAB 7-1200L | 1987   |
| SAS 17                               | Volvo B10M/Aabenraa | 1988   |
| Aalborg Omnibus Selskab 268          | Volvo B10M/Aabenraa | 1988   |
| Korsør Bybusser 3                    | DAB 7-1200B         | 1988   |
| Holstebro Bybusser 11                | Volvo B10M/Aabenraa | 1989   |
| Randers Byomnibusser 135             | DAB 7-1200B         | 1989   |
| DitoBus 258                          | DAB 12-1024L        | 1990   |
| DSB 255                              | Volvo B10M/Aabenraa | 1991   |

I marts 2011 blev disse busser overdraget til Sporvejsmuseet Skjoldenæsholm:
| Identitet               | Type                           | Årgang |
| ----------------------- | ------------------------------ | ------ |
| Københavns Sporveje 531 | Volvo B59/Aabenraa Karrosseri  | 1970   |
| HT 1441                 | Volvo B10M/Aabenraa Karrosseri | 1982   |
| Odense Bytrafik 130     | Volvo B10M/Aabenraa Karrosseri | 1982   |
| HT 1585                 | Scania N112CLB/DAB             | 1984   |
| Odense Bytrafik 140     | Volvo B10M/Aabenraa Karrosseri | 1987   |
| Århus Sporveje 287      | DAB 12-1200B                   | 1991   |
| Bus Danmark 1950        | DAB 15-1200C mk. III           | 1995   |
| Combus 5202             | DAB 15-1200C mk. III-gasbus    | 1998   |